# عوني عبد الهادي
عوني قاسم عبد الهادي (1889 - 15 آذار 1970) سياسي فلسطيني و هو أول رئيس للديوان الأميري العالي الأردني مع الأمير عبد الله بن الحسين، رجل سياسي قومي عربي ولد في نابلس سنة 1889 وتوفي في القاهرة.
سافر إلى إسطانبول للدراسة فيها ومن ثم إلى جامعة السوربون في باريس. أسس مع عدد من زملائه جمعية العربية الفتاة. كما كان أحد أعضاء اللجنة التي دعت إلى عقد المؤتمر العربي الأول الذي عقد في باريس برئاسة عبد الحميد الزهراوي بالتعاون مع حزب اللامركزية الإدارية في القاهرة الذي كان يتزعمه رفيق العظم.
التقى عام 1918 بالأمير فيصل بن الحسين في باريس فبقي معه ولازمه خصوصاً في الفترة التي تولى فيها الأمير حكم سورية.
كان عوني عبد الهادي مع الأمير عبد الله بن الحسين عند لقائه بونستون تشرشل في القدس يوم 24 آذار من سنة 1921 وقد أقنع تشرشل الأمير عبد الله بقبول إمارة شرق الأردن، على أن تمدها بريطانيا بالمال والموظفين، وقد أسندت إلى عوني عبد الهادي رئاسة الديوان الأميري. لكنه ترك عمان وعاد إلى القدس في أواخر عام 1921. في آب 1932 شارك في تأسيس حزب الاستقلال العربي الذي يعتبر أول حزب شرعي فلسطيني.
ساعد عبد الهادي في عملية بيع أراضي وادي الحوارث، الذي صار يسمى في العبرية وادي الحفر، إلى اليهود، الأمر الذي تطلب طرد الفلاحين المقيمين هناك. لاحقاً تدخل عبد الهادي لدى الحاكم البريطاني لإصدار قانون يمنع بيع الأراضي إلى اليهود، ما دفع خليل السكاكيني أحد أبرز القوميين العرب وقتها لمهاجمته بدعوى النفاق.
تولى منصب سكرتير اللجنة العربية العليا في أيلول عام 1936 وعندما أوصت اللجنة الملكية البريطانية بتقسيم فلسطين بعثت اللجنة العربية العليا عوني عبد الهادي إلى بغداد ثم إلى جنيف ليشارك في شرح وجهة النظر العربية في مشروع التقسيم أمام لجنة الانتدابات الدائمة في عصبة الأمم. لم يتمكن من العودة إلى فلسطين بسبب منعه من قبل السلطات البريطانية وذلك بسبب ضلوعه في الثورة الفلسطينية الكبرى، فذهب إلى القاهرة، وبقي فيها حتى سنة 1943 وخلال هذه الفترة شارك في مؤتمر المائدة المستديرة في لندن سنة 1939.
انتقل عوني إلى دمشق ثم إلى عمان، وفي سنة 1964 غادر عمان إلى القاهرة حيث عمل رئيساً للإدارة القانونية في جامعة الدول العربية لعدة سنوات. توفي في القاهرة في 15 آذار عام 1970 ودفن فيها.

## نشأته
ولد في مدينة نابلس في فلسطيني نيسان من عام 1882 م، وهناك من يقول أن مولده كان عام 1889. تلقى تعليمه الابتدائي والرشدي (المتوسط) في بيروت ونابلس، والتحق في المدارس الإعدادية العثمانية في إسطانبول عام 1905، وتخرج في المدرسة السلطانية العليا (الكتب الملكي) في إسطانبول 1910 ثم سافر إلى باريس لدراسة الحقوق في مدرسة (سان لوي) الفرنسية وهناك أسس مع مجموعه من زملائه الجمعية العربية للفتاة.

## بداية نشاطه السياسي
حضر في عام 1918 مؤتمر الصلح في باريس ضمن الوفد العربي الذي كان برئاسة الأمير فيصل بن الحسين فطلبه الأمير فيصل لمنصب مدير المكتب الحجازي في باريس والسكرتير الخاص بالأمير، وبعد ذلك عاد وعمل في الحكومة العربية الفيصلية في دمشق أمين عام لوزارة الخارجية، وبعد سقوط تلك الحكومة في عام 1920، غادر دمشق إلى القاهرة.

## أول رئيس للديوان الأميري العالي
غادر عوني عبد الهادي القاهرة، والتحق بخدمة الأمير عبد الله الله بن الحسين في معان، ثم رافقه إلى عمان، حيث تم تأسيس إمارة شرق الأردن، وتم تشكيل أول حكومة أردنية برئاسة رشيد طليع، وتم تعيين عوني عبد الهادي رئيسا للديوان الأميري العالي وذلك في 11 أبريل 1921. واستمر في هذا المنصب حتى شهر أكتوبر 1921 حيث استقال من هذا المنصب وتولى من بعده عادل أرسلان.

## الحركة الوطنية الفلسطينية
وبعد استقالته من هذا المنصب عاد إلى بلدته نابلس ليعمل في المحاماة في القدس لمدة من الوقت. وبعد ذلك عمل في الحركة الوطنية الفلسطينية وشارك في المؤتمر الإسلامي الذي عقد في القدس، وانتخب سكرتير في اللجنة التنفيذية العربية وأعاد تأليف حزب الاستقلال الفلسطيني عام 1932 وانتخب رئيسا له، وبعد ذلك عمل على تمثيل فلسطين أمام عدد من اللجان الدولية منها:
- لجنة شو: 1929 م.
- مؤتمر لندن: 1930.
- المؤتمر الإسلامي: 1931.
- اللجنة الملكية الإنجليزية: 1936.
- مؤتمر سان جيمس: 1939.
- اللجنة البريطانية الأمريكية: 1946.
- حضر مؤتمر بلودان 1946.
- حضر المؤتمر الوطني في غزة ووقع على ميثاق حكومة عموم فلسطين عام 1948.

## العودة إلى الأردن
وبعد نكبة فلسطين غادر فلسطين للإقامة في دمشق، وأقام فيها خلال الفترة (1948- 1951) وبعد توحيد الضفتين، استدعي السيد عوني عبد الهادي، وعين في المناصب الرسمية الأردنية التالية:
- مفوضا وسفيرا للأردن في القاهرة خلال الفترة (25 سبتمبر 1951 - 11 نوفمبر 1955).
- عين في مجلس الأعيان الأردني الخامس خلال الفترة (1 سبتمبر 1955 - 22 مايو 1958).
- عين وزيرا للدولة في وزارة سعيد المفتي الرابعة، خلال الفترة 2 مايو - 26 يونيو 1956 حيث استقالت الوزارة.
- عين وزيرا للخارجية والعدلية في وزارة إبراهيم هاشم الرابعة خلال الفترة (1 يوليو - 27 أكتوبر 1956).
- عين عضوا في مجلس الاتحاد العربي (اتحاد الأردن والعراق) خلال الفترة (22 مايو - 14 يوليو 1958) حيث تم حل الاتحاد بسبب الانقلاب العراقي.

وبعد ذلك أحيل إلى التقاعد، وغادر عمان إلى القاهرة ليعمل رئيسا للإدارة القانونية في جامعة الدول العربية، وبقي في القاهرة، حتى وفاته في 15 آذار 1970 م ودفن هناك.

## مؤلفاته
له من الآثار الكتابية، كتاب مترجم من التركية إلى الفرنسية اسمه (مقدرات تركية التاريخية).

## مصدر
1. 1 2 3 4 5  عوني عبد الهادي[وصلة مكسورة] من موقع معارف مقدسية نسخة محفوظة 2013-10-14 at Archive.is
2. ↑  Tom Segev (2000). One Palestine, Complete (بالانكليزية). Metropolitan Books. p. 275.{{استشهاد بكتاب}}:  صيانة الاستشهاد: لغة غير مدعومة (link)